# Trent Crimm: The Independent
"Trent Crimm: The Independent" es el tercer episodio de la primera temporada de la serie de televisión estadounidense de comedia dramática deportiva Ted Lasso, basada en el personaje interpretado por Jason Sudeikis en una serie de promociones para la cobertura de NBC Sports de la Premier League de Inglaterra. El episodio fue escrito por la productora supervisora Jane Becker y dirigido por Tom Marshall. Fue lanzado en Apple TV+ el 14 de agosto de 2020, junto con los dos episodios anteriores. 
En el episodio, Ted debe pasar un día con Trent Crimm, un reportero de The Independent que cuestiona su liderazgo, como un favor a Rebecca impidiendo que se publique una fotografía que puede ser malinterpretada.
El episodio recibió críticas positivas de los críticos, quienes elogiaron el desarrollo del personaje, el tono y las actuaciones, particularmente las de Jason Sudeikis y Brett Goldstein.

## Trama
Rebecca se molesta cuando descubre que The Sun no ha publicado las fotos incriminatorias de Ted y Keeley. Ted y Beard están luchando por desarrollar una estrategia que mejore el juego del equipo. Deciden utilizar una estrategia propuesta por Nate, quien está encantado.
Keeley le informa a Ted sobre las fotografías y también le dice que un contacto impedirá que se hagan públicas por un día. Hablan con Rebecca, quien afirma que usará su influencia sobre The Sun para evitar que se publiquen las fotografías. Después de que se van, le preocupa que puedan rastrear las fotos hasta ella. Mientras tanto, al notar que Jamie y otros jugadores intimidan a Nate, Roy le pregunta a Ted si planea hacer algo al respecto. Para su sorpresa, Ted dice que no intervendrá, diciendo que cualquier intervención por su parte podría provocar que el acoso se intensifique. Roy decide confrontar a Jamie él mismo, amenazándolo con dejar de intimidar a Nate. Jamie está de acuerdo, aunque les dice a algunos de sus compañeros que sigan haciéndolo.
Rebecca le dice a Ted que a cambio de detener la publicación de las fotos, será entrevistado por el reportero de The Independent, Trent Crimm. Crimm se sorprende cuando descubre que la estrategia de Ted fue concebida por Nate y que a Ted no le preocupa ganar o perder. Acompaña a Ted y Roy a un evento escolar local, donde Roy se gana a los niños jugando fútbol con ellos. Luego, Ted y Crimm van a cenar a un restaurante de comida india, donde el propietario es el conductor que recogió a Ted en el aeropuerto. Ted come la comida a pesar de su naturaleza picante. Le dice a Crimm que su falta de preocupación por las pérdidas se debe a creer en su equipo y en que todos se sientan seguros. Crimm se marcha con todo lo que necesita saber.
Guiado por el libro A Wrinkle in Time que le regaló Ted, Roy decide tomar el asunto en sus propias manos. Visita un club nocturno y les dice a Jamie y sus amigos que dejen de intimidar a Nate. Por la noche, Higgins le lee el artículo de Crimm a Rebecca. Crimm escribió que aunque la naturaleza y los métodos de Ted no serán bien recibidos y resultarían en el descenso del club, apoyará el "Lasso Way", dejando a Rebecca furiosa.

## Producción
El personaje de Ted Lasso apareció por primera vez en 2013 como parte de la promoción de NBC Sports de su cobertura de la Premier League, interpretado por Jason Sudeikis.  En octubre de 2019, Apple TV+ dio un encargo a una serie centrada en el personaje, con Sudeikis retomando su papel y coescribiendo el episodio con el productor ejecutivo Bill Lawrence.  Sudeikis y sus colaboradores Brendan Hunt y Joe Kelly comenzaron a trabajar en un proyecto alrededor de 2015, que evolucionó aún más cuando Lawrence se unió a la serie.  El episodio fue dirigido por Tom Marshall y escrito por la productora supervisora Jane Becker. Este fue el segundo crédito de dirección de Marshall y el primer crédito de escritura de Becker para el programa. 

## Reseñas críticas
"Trent Crimm: The Independent" recibió críticas positivas de los críticos. Gissane Sophia de Marvelous Geeks Media escribió: "'Trent Crimm, The Independent' continúa la racha de magníficos episodios de Ted Lasso al establecer lo que esencialmente se convierte en el espíritu de este programa. Es el programa y los personajes a los que no puedes evitar apoyar. Y Si bien los dos primeros episodios hacen un trabajo sólido al vender el atractivo del programa, este es el episodio que lo cierra. Ahora estás dentro. Estás invertido. No hay vuelta atrás".
Mads Lennon de FanSided escribió: "El tercer episodio de la temporada 1 de Ted Lasso ve al reportero algo cascarrabias de The Independent, Trent Crimm, regresar con toda su fuerza para un perfil personal del propio entrenador. Para disgusto de Rebecca, el perfil no No termino siendo tan negativo como ella hubiera esperado". Daniel Hart de Ready Steady Cut le dio al episodio una calificación de 3,5 estrellas sobre 5 y escribió: "El episodio 3 revela las habilidades de entrenamiento de Ted tratando de brillar, ya que tiene una ciudad entera que demostrar".
Daniela Gama de Collider nombró el episodio entre los 10 más conmovedores de la serie y escribió: "El episodio 3 es bastante reconfortante ya que agrega un giro agradable a cómo el público percibe a Ted. Gracias al personaje de James Lance, Trent, que pasa un pasa todo el día con Lasso y publica su artículo sobre él por la noche, todos los que se mostraron escépticos sobre el nuevo entrenador de Richmond finalmente se dan cuenta de lo humilde y sencillo que es: el máximo ejemplo de "no juzgar un libro por su portada'". 